# Azumah Nelson
Azumah Nelson (* 19. Juli 1958 in Accra, Ghana) ist ein ehemaliger ghanaischer Boxer. Er war Weltmeister der WBC im Federgewicht sowie zweifacher Weltmeister der WBC im Superfedergewicht und fand 1994 Aufnahme in die International Boxing Hall of Fame. Die BoxRec-Datenbank führt in auf Platz 3 der erfolgreichsten Boxer im Superfedergewicht aller Zeiten (Stand: 2022).

## Amateurkarriere
Azumah Nelson gewann 1978 im Federgewicht jeweils die Afrikaspiele in Algier, die Commonwealth Games in Edmonton und die Militär-Weltmeisterschaften der CISM in Lagos, weshalb er zu Ghanas Boxer des Jahres gewählt wurde.
1979 gewann er eine Bronzemedaille im Halbweltergewicht beim Weltcup in New York City, nachdem er im Halbfinale gegen Serik Qonaqbajew ausgeschieden war. Ein Antreten bei den Olympischen Spielen 1980 in Moskau blieb ihm verwehrt, da Ghana diese Spiele boykottierte.

## Profikarriere

### Federgewicht
Nach rund 50 Amateurkämpfen wechselte Azumah Nelson noch 1979 in das Profilager und trainierte im Boxclub Akotoku Academy in Accra unter Attuquaye Clottey. Seine Manager waren Samir Captan, Vorsitzender des Boxverbandes von Ghana, sowie John Kermeh, Seth Ansah und Carl King. Er trainierte zudem im Boxlub Seconds Out Boxing in Accra, welcher später in Volunteer Force Gym umbenannt wurde, und zeitweise auch in England unter Charles Atkinson senior. Weitere Trainer seiner Laufbahn waren Godwin Dzanie und Jose Martin.
Nach nur 13 Siegen in Folge boxte er am 21. Juli 1982 im Madison Square Garden von New York City gegen den späteren Hall of Famer Salvador Sánchez (Kampfbilanz: 43-1, 31 KO) um den WBC-Weltmeistertitel im Federgewicht. Er lieferte sich mit Sánchez einen ausgeglichenen Kampf und unterlag erst in Runde 15 durch TKO. Bis zu diesem Zeitpunkt führte Nelson sogar auf dem Punktezettel einer der offiziellen Kampfrichter. Durch seinen aggressiven Kampfstil und seine unerwartete Leistung gegen einen der führenden Boxer der Weltspitze, wurde Nelson schlagartig international bekannt. Sánchez starb am 12. August 1982 bei einem Verkehrsunfall, ohne den Titel ein weiteres Mal verteidigt zu haben.
Nelson gewann im Anschluss wieder sechs Kämpfe in Folge und erhielt am 8. Dezember 1984 einen erneuten Titelkampf um den WBC-Gürtel im Federgewicht. Er boxte dabei im Estadio Hiram Bithorn von San Juan gegen den neuen Titelträger und späteren Hall of Famer Wilfredo Gómez (41-1, 40 KO) und siegte überraschend durch KO in der elften Runde. Diesen Kampf bezeichnete Nelson 2018 als den besten seiner Karriere.
Nelson konnte den Titel daraufhin sechsmal verteidigen:
- 6. September 1985 in Miami durch TKO in der fünften Runde gegen Juvenal Órdenes (36-1, 22 KO)
- 12. Oktober 1985 in Birmingham durch KO in der ersten Runde gegen Pat Cowdell (30-3, 14 KO)
- 25. Februar 1986 in Inglewood durch Mehrheitsentscheidung nach Punkten gegen Marcos Villasana (46-4, 41 KO)
- 22. Juni 1986 in San Juan durch TKO in der zehnten Runde gegen Danilo Cabrera (23-3, 18 KO)
- 7. März 1987 in Las Vegas durch KO in der sechsten Runde gegen Mauro Gutiérrez (35-6, 22 KO)
- 29. August 1987 in Los Angeles durch einstimmige Entscheidung nach Punkten gegen Marcos Villasana (48-5, 42 KO)

### Superfedergewicht
Nelson legte im Anschluss seinen Titel nieder, um in das Superfedergewicht aufzusteigen. Er hatte dort die Möglichkeit erhalten, um den vakanten WBC-Titel zu boxen, welcher von Julio César Chávez niedergelegt worden war. Beim Kampf um den Gürtel am 29. Februar 1988 im The Forum von Inglewood besiegte er Mario Martínez (46-3, 29 KO) durch geteilte Punktentscheidung (2:1) und wurde damit Weltmeister zweier Gewichtsklassen.
Den Titel verteidigte er zehnmal:
- 25. Juni 1988 in Atlantic City durch TKO in der neunten Runde gegen Lupe Suarez (25-1, 20 KO)
- 10. Dezember 1988 in Accra durch KO in der dritten Runde gegen Sidnei Dal Rovere (17-0, 9 KO)
- 25. Februar 1989 in Las Vegas durch TKO in der zwölften Runde gegen Mario Martínez (47-4, 29 KO)
- 5. November 1989 in London durch KO in der zwölften Runde gegen Jim McDonnell (26-1, 12 KO)
- 13. Oktober 1990 in Sydney durch einstimmige Entscheidung nach Punkten gegen Juan La Porte (36-9, 19 KO)
- 28. Juni 1991 in Las Vegas durch Unentschieden gegen Jeff Fenech (25-0, 20 KO)
- 1. März 1992 in Melbourne durch TKO in der achten Runde gegen Jeff Fenech (26-0, 20 KO)
- 7. November 1992 in Stateline durch einstimmige Entscheidung nach Punkten gegen Calvin Grove (42-4, 16 KO)
- 20. Februar 1993 in Mexiko-Stadt durch Mehrheitsentscheidung nach Punkten gegen Gabriel Ruelas (33-1, 16 KO)
- 10. September 1993 in San Antonio durch Unentschieden gegen Jesse Leija (26-0, 13 KO)

Am 7. Mai 1994 verlor er den WBC-Titel in Las Vegas bei einem Rückkampf einstimmig nach Punkten an Jesse Leija und nahm sich im Anschluss eine Auszeit von rund 18 Monaten.
Am 1. Dezember 1995 kehrte er in den Ring zurück und besiegte im Fantasy Springs Casino von Indio den neuen WBC-Weltmeister Gabriel Ruelas (41-2, 23 KO) durch TKO in der fünften Runde. Ruelas hatte im September 1994 Jesse Leija entthront. Nelson bestritt seine erste Titelverteidigung am 1. Juni 1996 in Las Vegas im Rahmen eines inzwischen dritten Kampfes gegen Jesse Leija (30-2, 15 KO) und siegte diesmal durch TKO in der sechsten Runde.
Seinen Titel verlor er in der zweiten Verteidigung am 22. März 1997 in Corpus Christi durch eine geteilte Entscheidung nach Punkten an Genaro Hernández (34-1, 17 KO). Nelson bestritt seinen nächsten Kampf erst am 11. Juli 1998 in einem erneuten Aufeinandertreffen gegen Jesse Leija (36-3, 16 KO) und verlor einstimmig nach Punkten.
Nach seinem vierten Kampf gegen Leija beendete Nelson im November 1998 seine Karriere.
Am 24. Juni 2008 bestritt er als 49-Jähriger in Melbourne einen letzten Kampf gegen seinen inzwischen 44-jährigen Rivalen Jeff Fenech, welcher seine Karriere offiziell 1996 beendet hatte. In dem als Showkampf veranstalteten Event siegte Fenech durch Mehrheitsentscheidung über zehn Runden.

### Nelson vs. Pernell Whitaker
Nelson boxte am 19. Mai 1990, nach seiner vierten Titelverteidigung als WBC-Weltmeister im Superfedergewicht, gegen Pernell Whitaker (21-1, 12 KO) um die WM-Titel der WBC und IBF im Leichtgewicht. Er unterlag dabei jedoch im Caesars Palace von Las Vegas einstimmig nach Punkten.

### Erfolge als Profiboxer
- 1. März 1980: Meister von Ghana im Federgewicht (1 Titelverteidigung)
- 13. Dezember 1980: Afrikanischer Meister der ABU im Federgewicht
- 26. September 1981: Commonwealth Meister im Federgewicht (2 Titelverteidigungen)
- 25. November 1983: Commonwealth Meister im Federgewicht
- 8. Dezember 1984: Weltmeister der WBC im Federgewicht (6 Titelverteidigungen)
- 29. Februar 1988: Weltmeister der WBC im Superfedergewicht (10 Titelverteidigungen)
- 1. Dezember 1995: Weltmeister der WBC im Superfedergewicht (1 Titelverteidigung)

## Ehrungen
- 1993: Aufnahme in die Hall of Fame der World Boxing Council[20]
- 2004: Aufnahme in die International Boxing Hall of Fame[21]
- 2020: Aufnahme in die Nevada Boxing Hall of Fame[22]